# Bondo, Coasta de Fildeș
Bondo este o comună din departamentul Bondoukou, regiunea Gontougo, Coasta de Fildeș.